# 633型潜艇
633型潜艇（北约代号：羅密歐級，简写为R级，苏联代号：633工程／）是苏联于1950年代设计建造的一种柴電動力潛艇，此級艦授權給中華人民共和國，成為中國人民解放軍海軍在1990年代之前的水下核心武力。

## 简介
633型潜艇的最初技术原型可以追溯到第二次世界大战期间的纳粹德国XXI级潜艇。在苏联擊敗德國，並從德國境內繳獲各種技術之際，獲得了XXI級潛艇為首的U艇相關的技術資料，掌握了當時最先進的潛艦科技讓蘇聯的潛艦戰力大幅度升級。從德國獲得的技術即刻被轉用到新型潛艦上，為Z级潜艇和W级潜艇，天青石設計局藉由前兩級艦的經驗改良，設計了633型，西方代號R級。
蘇聯原计划建造56艘633型潛艦，但是在1957年10月到1961年12月之间建造了20艘之后，苏联海军提前終止了此級艦的量產，將潛艦團隊與船廠產能轉向建造核潜艇。以現今标准來說R级潜艇的性能早已落伍，但作为训练艇和侦察用途还有一定的价值。

## 使用国

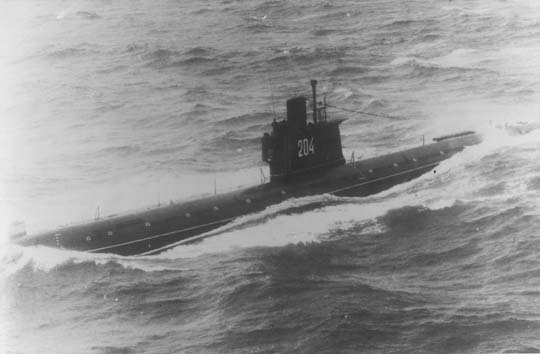
蘇聯的R级

- 苏联：20艘，已经全部退役，但仍有一两艘用作固定训练设备。
- 中华人民共和国：冷战期间最多曾有84艘633型潜艇，目前大部分已经退役，只有少数33型作为训练艇在使用。
- 北朝鲜：部署有22艘该级潜艇，1976至1995年是从中国进口零件组装，1973至1975年間，有7艘从中国直接进口。其中4艘部署在朝鲜以西海域。
- 保加利亚：从苏联进口的四艘该级潜艇，已退役。
- 叙利亚：曾经从苏联进口三艘R级潜艇，已退役。
- 埃及：从中国进口6艘改进型R级潜艇，4艘在役。
- 阿尔及利亚：从苏联进口两艘，已退役。

## 中国造633型潜艇及其改进型

### 633型
在1950年代中苏蜜月期间，苏联提供給中国633型潜艇的設計圖與建造設備，中共後來將相關的技術資料也讓渡給朝鮮民主主義人民共和國，使該國也獲得了潛艦製造的技術。中国于1963年开始自行建造633型潜艇，编号为6633型，简称33型，或被稱為033型。1962到1984年间，中国共建造了84艘33型潜艇，还有一些出口到其他国家。33型潜艇在R级潜艇的设计基础上作出了多项改进，降低航行噪音大约20分贝。舰载声纳也从原始的苏联制型号更改为中国研制的105型，后期又换装613厂生产的H/SQ2-262A型声纳。有一艘33型潜艇经过改装后成为搭载6枚鹰击-82反舰导弹的实验型号，该艇被北约称为“武汉级”（英文：Wuhan-class）。在60年代后期由于中苏交恶，R级潜艇的生产基地曾经一度内迁至四川涪陵（现属重庆直辖市）的川东造船厂生产。目前大部分633型潜艇已经退役或封存，只有几艘作为训练艇还在使用。
- 633型：中方自製的最初兩艘33型艇，與羅密歐級幾乎完全相同，使用蘇聯模具。
- 33型：定型艦，1967年左右量產加強了若干空氣裝置和冷卻器。
  - ES5A型：軍火出口版升級推進系統和自製聲納，外銷埃及。
- 33G型：二次升級版的ES5A，可發射導向魚雷，若干電腦化和火控升級。
- 33G1型：升級可發射鷹擊-8反艦飛彈的033G，若干降噪升級。
  - ES5B型：軍火出口版可發射多種反艦飛彈和導向魚雷，若干降噪升級，80年代中期研製成功。

## 事故
- 1962年1月11日，苏联海军F级潜艇B-37号在停泊中由于火灾导致鱼雷爆炸，停泊在它旁边的R级潜艇S-350号严重受损，艇上11人死亡。

## 资料来源
1. ↑  Korabli VMF SSSR, Vol. 1, Part 2, Yu. Apalkov, Sankt Peterburg, 2003, ISBN 5-8172-0072-4
2. ↑  .   [2006-09-22]. （原始内容存档于2006-07-09）.
3. ↑  .   [2009-11-14]. （原始内容存档于2009-09-10）.
4. ↑  . Chinese Defence Today.   [2006-06-27]. （原始内容存档于2006-06-19）.

## 扩展阅读
- The Encyclopedia Of Warships, From World War 2 To The Present Day, General Editor Robert Jackson.